# Saint-Denis-en-Val
Saint-Denis-en-Val település Franciaországban, Loiret megyében. Lakosainak száma 7768 fő (2022. január 1.). Saint-Denis-en-Val Sandillon, Chécy, Combleux, Saint-Cyr-en-Val, Saint-Jean-de-Braye és Saint-Jean-le-Blanc községekkel határos.

## Népesség
A település népessége az elmúlt években az alábbi módon változott:
| Lakosok száma | 2107 | 4403 | 6598 | 7222 | 7275 | 7497 | 7517 | 7589 | 7633 | 7768 |
|               | 1968 | 1982 | 1990 | 2006 | 2013 | 2015 | 2017 | 2019 | 2020 | 2022 |